# Império

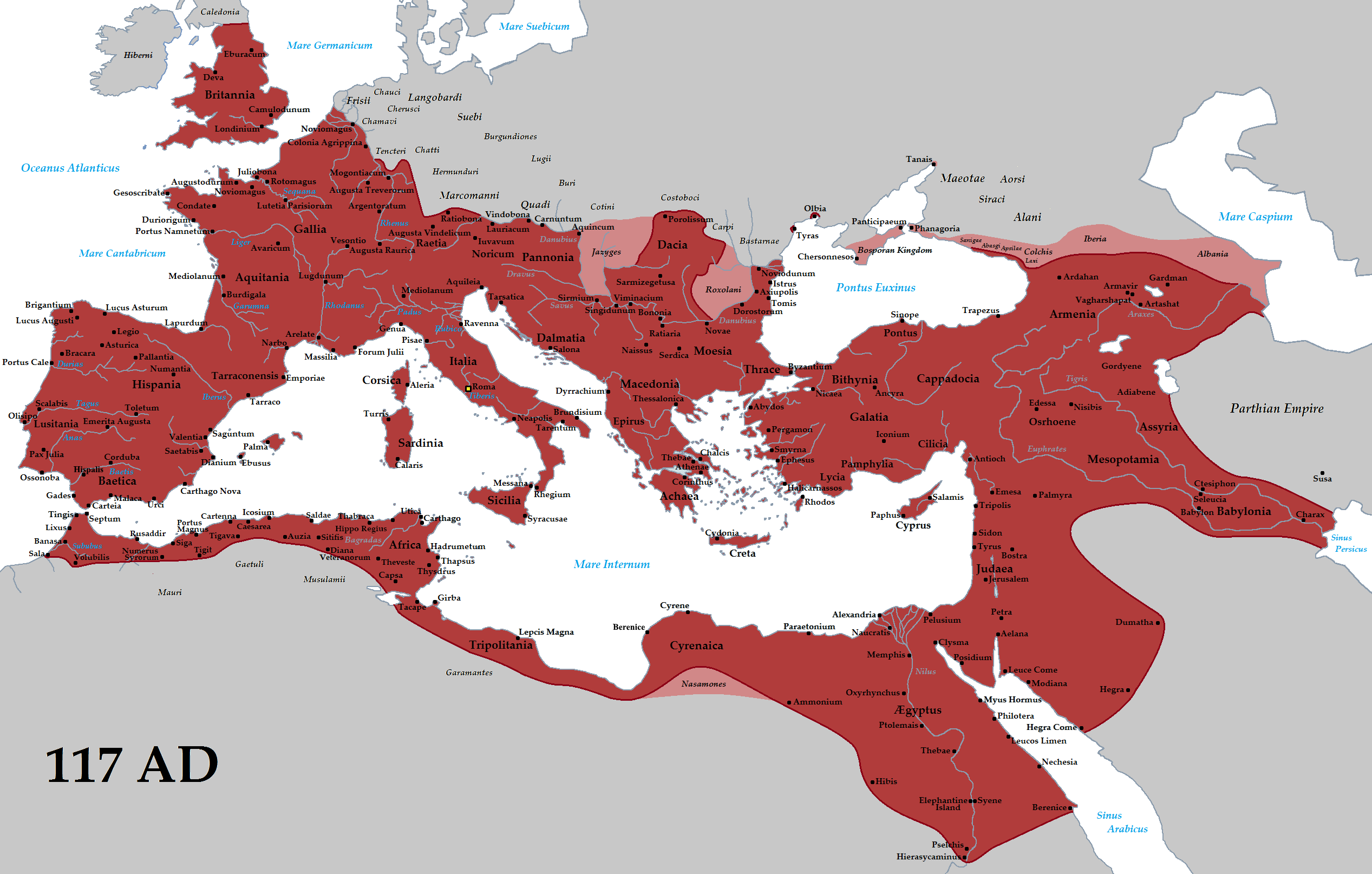
O Império Romano em sua maior extensão territorial em 117 DC, época da morte de Trajano (com seus vassalos em rosa)

O termo Império (do latim imperium = poder, autoridade) refere-se, primariamente, a uma unidade política composta por vários territórios e povos, frequentemente formada por conquista e caracterizada por uma divisão entre um centro dominante (a metrópole) e periferias subordinadas.
Os impérios são formados por populações etnicamente e culturalmente diversas, governadas por um imperador, imperatriz ou uma oligarquia. No entanto, nem todos os estados que se denominam impérios foram reconhecidos como tais por seus contemporâneos ou historiadores, como no caso do Império Centro-Africano. Além disso, o termo pode ser aplicado de forma mais ampla para descrever estruturas dominadoras em diferentes contextos, incluindo organizações políticas ou econômicas.
Os impérios podem ser classificados como terrestres, abrangendo territórios contíguos, como o Império Russo, ou marítimos, que conectam territórios distantes por meio do poder naval, como o Império Britânico. Sua construção e manutenção frequentemente envolvem relações desiguais de poder, conectando o conceito de império ao imperialismo, ao colonialismo e à globalização. O termo imperium foi amplamente utilizado no Império Romano para designar o território sob controle de Roma, exemplificando uma das mais influentes manifestações históricas desse modelo.

## Etimologia
Um império é um agregado de muitos estados ou territórios distintos sob o domínio de um governante supremo ou de uma oligarquia. Isso contrasta com uma federação, que é um Estado extenso composto voluntariamente por estados e povos autônomos. Um império é uma grande entidade política que governa territórios fora de suas fronteiras originais.
As definições sobre o que constitui física e politicamente um império variam. Pode tratar-se de um Estado que adota políticas imperiais ou de uma determinada estrutura política. Os impérios são geralmente formados por componentes étnicos, nacionais, culturais e religiosos diversos. 'Império' e 'colonialismo' são termos utilizados para descrever relações entre um Estado ou sociedade poderosa e outra menos poderosa; Michael W. Doyle definiu império como "controle efetivo, formal ou informal, de uma sociedade subordinada por uma sociedade imperial".
Para Doyle, o imperialismo é simplesmente o processo de estabelecer e manter um império. De modo semelhante, para Rein Taagepera, o imperialismo é uma política de conquista e dominação de terras e populações estrangeiras. Isso não deve ser confundido com o imperialismo no sentido marxista-leninista, que representa um fenômeno moderno tardio posterior ao colonialismo europeu e visto como o estágio final do capitalismo.
Inicialmente, o termo usado foi neoimperialismo, para diferenciar o imperialismo contemporâneo daquele praticado por antigos impérios ou pela primeira onda de colonização europeia. Posteriormente, Lenin apagou as formas anteriores e iniciou a história do imperialismo na década de 1760. Sua definição deslocou a essência do império da política para a economia, negando explicitamente que o imperialismo capitalista moderno tivesse algo em comum com os impérios do passado.
Desde então, historiadores convencionais se viram em um impasse: se o imperialismo é o estágio mais elevado do capitalismo, não pode ter existido antes de 1876. Ainda assim, alguns estudiosos marxistas identificam traços de imperialismo desde os tempos mais remotos. Essa noção é pouco útil, "se não sabemos com certeza se ela se aplica aos fatos de dois milênios ou apenas duas gerações". Kenneth Waltz questiona: a causa (capitalismo) parece muito mais recente do que o efeito (imperialismo), como se Newton explicasse a gravitação com base num fenômeno do século XVII, ignorando que ela já atuava antes.
A obra de Lenin é frequentemente interpretada mais como panfleto político do que como tese científica, direcionado aos "meia-educados, cuja capacidade crítica ainda não estava desenvolvida", convocando-os a caçar a “mão invisível” da exploração econômica. Assim, o imperialismo tornou-se um fenômeno econômico e europeu, e o panfleto redefiniu o império como o “pecado original” dos povos europeus, responsáveis por corromper um mundo antes inocente — crença amplamente adotada fora do Ocidente. Nesse contexto, a palavra "imperialista" tornou-se "a versão moderna do diabo", sempre ameaçando a soberania e o crescimento econômico de outros povos.
Poucos historiadores seguem essa abordagem marxista, e a maioria reconhece que o imperialismo antecede o colonialismo europeu e o capitalismo por pelo menos 4,5 milênios. No início do século XXI, muitas teorias sobre impérios ainda eram eurocêntricas. A obra Oxford World History of Empire (2021) propõe ampliar essa visão, situando a "Era do Imperialismo" dentro de uma história mundial dos impérios. Muitos milênios se passaram até que a Europa pudesse ditar os rumos da história global — e muito tempo também já passou desde então.
Envolvendo a cessação da soberania estatal, os impérios devem ser estudados prioritariamente no domínio da política, e não da economia. O núcleo essencial da definição de império é político. A abordagem leninista exclui discussões sérias sobre impérios anteriores ao século XIX. Historiadores marxistas afastaram-se tanto dos debates convencionais sobre impérios que a comunicação entre as abordagens quase cessou.
Tom Nairn e Paul James definem impérios como entidades políticas que "estendem relações de poder por espaços territoriais sobre os quais não possuem soberania legal prévia, obtendo algum grau de hegemonia econômica, política ou cultural". Rein Taagepera define império como "qualquer entidade política soberana relativamente grande, cujos componentes não são soberanos". Peter Bang caracteriza o império como "compósito, estratificado e tudo menos uniforme em sua organização interna de poder", compreendendo "uma variedade de territórios e comunidades hierarquicamente submetidos a um poder dominante".
Entretanto, por vezes um império é apenas uma construção semântica, como quando um governante adota o título de "imperador". A entidade governada por ele torna-se logicamente um "império", mesmo sem controle territorial ou hegemonia. Exemplos incluem o Império Centro-Africano, o Segundo Império Mexicano e o Império Coreano, proclamado em 1897 — justamente quando a Coreia estava prestes a ser anexada pelo Império do Japão. No século XX, entre os últimos Estados a se autodenominarem impérios estavam o Império Centro-Africano, o Império Etíope, o Império do Vietnã, Manchukuo, o Império Russo, o Império Alemão e a Coreia.
Pesquisadores geralmente distinguem impérios de nações-estado. Em um império, há uma hierarquia na qual um grupo (geralmente a metrópole) domina outros grupos, com uma gradação de direitos e prestígio. Josep Colomer diferenciou impérios e estados da seguinte forma:
1. Impérios eram muito maiores que estados;
2. Impérios não possuíam fronteiras fixas, enquanto os estados tinham;
3. Impérios eram compostos por grupos e unidades territoriais diversas com ligações assimétricas ao centro, enquanto o estado detinha autoridade suprema sobre território e população;
4. Impérios apresentavam jurisdições múltiplas e sobrepostas, enquanto o estado buscava monopólio e homogeneização.[38]

### Sob amonarquia romana
O termo latino imperium ("comandante") designa, sob a Roma antiga, o poder supremo detido pelo rei, atribuído a certos magistrados. O imperium permitia a seus detentores o exercício de duas formas de poder: o poder militar fora de Roma (imperium militiæ: poder de convocar o povo e levantar exércitos, de comandar pela defesa e segurança da cidade) e o poder civil em Roma (imperium domi: poder civil, seu titular declara a lei, ordena e pune qualquer recusa de obediência, organiza a vida política da cidade e é responsável pela ordem pública, bem como pela segurança pública. Ele nomeia os membros de seu conselho e do Senado, convoca e preside as reuniões do Senado). Dessa sagrada faculdade de saber se um ato público pode ser realizado com boas chances de êxito, flui o poder irrestrito, sob dois aspectos que foram chamados de coercitio maior: imperium militiæ e imperium domi.
O imperium é o poder de comando da monarquia etrusca (ou seja, de 650 aC. até 509 aC.). Segundo o historiador Pierre Grimal, o fundamento do imperium é o direito e o poder de consultar os deuses, pelo direito dos auspícios, uma forma de adivinhação pela observação e interpretação de sinais favoráveis ou desfavoráveis que expressam a vontade dos deuses: voos de pássaros, trovões ou relâmpagos , etc.
Os emblemas associados ao império real são os seguintes: a toga púrpura, a cadeira curul, os feixes de varas e o machado dos lictores, traduzindo o seu direito de vida e morte sobre qualquer romano. Esses emblemas eram, segundo os romanos, de origem etrusca, opinião admitida pelos historiadores modernos.
O imperium nunca fica vago, pois de acordo com a tradição relatada por Tito Lívio, entre dois reinados, ele retorna a um inter-rei até que um novo rei seja nomeado.
O imperium tinha um caráter religioso, resultado de dois ritos pelos quais foi conferido: a inauguratio (Áugure) e a auspicatio (tomada dos auspícios).

### Sob aRepública Romana
Os cônsules ou pretores, magistrados que substituem os reis, detêm o imperium, mas por um período limitado a um ano. O imperium torna-se assim um poder que passa de um mandato para o outro, de um cônsul para o seu sucessor, que é o cônsul designado ou um ditador. Essa continuidade é necessária, pois um portador do imperium deve estar presente para organizar a designação de seu sucessor: convocação da Assembleia das centúrias, tomada dos auspícios, supervisão da votação, proclamação dos resultados e transmissão do império.
Nos primórdios da República, quando já não havia magistrado, titular do imperium, pelo desaparecimento dos cônsules ou pela expiração do seu mandato, o imperium reverteu para o Senado Romano, que nomeou um dos seus membros, como inter-rei. Esse rei interino, novo titular do imperium, poderia organizar as eleições ou, após cinco dias de interinidade, designar outro inter-rei. Esse processo continuava até a eleição dos novos cônsules.
No V e IV e séculos a.C., o exercício do imperium por apenas dois magistrados revelou-se cada vez mais difícil de lidar com a lenta expansão de Roma, as guerras simultâneas em várias frentes, a gestão de uma cidade e de uma população maior. Além disso, a vontade dos plebeus de acessar as magistraturas supremas levou, segundo os historiadores modernos, a reduzir os amplos poderes dos cônsules. As funções atribuídas ao imperium tiveram que ser distribuídas em 367 a.C. em vários magistrados: cônsules, pretores, detentores do imperium, censores sem o imperium.
A extensão territorial da dominação romana conduziu a uma nova atribuição do imperium, ao prolongar o imperium de um cônsul ou pretor, por um período de um ano e em determinado território: essa prorrogação concedida pelo Senado criou pró-magistrados titulares do imperium: procônsul e pró-pretor.

### Sob oImpério Romano
Sob o Império, o imperador passa a ser o detentor do imperium majus, poder supremo. Augusto é o primeiro a receber o imperium proconsular.

### Sob o papado
Ao longo da Idade Média, o Papa afirmou que tinha o imperium, visto que considerava o sucessor de Pedro na Sé de Roma, capaz de ligar e desligar na terra e o benfeitor de Constantino.
O poder político atinge seu ápice com o Papa Inocêncio III. Foi reafirmado na bula Unam Sanctam e no Dictatus Papae. Em várias ocasiões, o Papa coroou os imperadores e libertou os súditos de sua obediência a um rei "rebelde".
Na verdade, o império do Papa sempre foi contestado, primeiro pelo imperador Maurício I, que reivindicava-se como o único imperador romano, especialmente contra a dinastia carolíngia, e depois pelo Patriarca de Constantinopla, que se autodenominava patriarca ecumênico e tomava partido na disputa sobre o cesaropapismo.
Sob o pontificado do papa Pio IX, a polêmica sobre a Doação de Constantino, identificada como falsificação datada do VI século por Lorenzo Valla ao XV século, a captura de Roma (1870), a queda dos Estados Papais e o Kulturkampf puseram definitivamente um fim às reivindicações temporais do Papa. Os Concílios de Latrão, firmados em 1929 com Mussolini, também denominado Reconciliazione, porém restituíram-lhe uma parte do território na Cidade do Vaticano e um título simbólico de Chefe de Estado, em nome do qual dialoga com Chefes de Estado.

### Usos modernos
O imperium foi redescoberto durante a Renascença para definir melhor o lugar do rei diante dos príncipes. Por extensão, no direito moderno, o imperium é o poder de comando do juiz, ao contrário de sua iurisdictio, que corresponde ao seu poder de dizer a lei.

## Características
Muitos impérios foram formados por meio de conquistas militares, incorporando os estados vencidos em uma união política, mas a hegemonia imperial também pode ser estabelecida por outras vias. Segundo Edward Luttwak, existem duas formas principais de estabelecer e manter uma estrutura política imperial: (i) como um império territorial, baseado na conquista direta e no controle pela força, ou (ii) como um império hegemônico, baseado no controle indireto e coercitivo. O primeiro método oferece maior tributo e controle político direto, mas limita a expansão posterior por exigir a fixação das forças militares em guarnições. O segundo método proporciona menos tributo e controle indireto, mas mantém as forças militares disponíveis para novas campanhas expansionistas.
Impérios podem expandir-se por terra e mar. Impérios territoriais (como o Império Macedônico e o Império Bizantino) tendem a abranger áreas contíguas, estendendo-se diretamente a partir de suas fronteiras originais. O análogo marítimo do império terrestre é a talassocracia — um império composto por ilhas e litorais acessíveis a partir de sua pátria terrestre, como a Liga de Delos dominada por Atenas e os impérios britânicos — que apresentam estruturas mais flexíveis e territórios mais dispersos, frequentemente compostos por muitas ilhas e possessões que exigiam a criação e manutenção de uma marinha poderosa.
Os impérios de Atenas, Roma e Grã-Bretanha desenvolveram-se, ao menos em parte, sob formas eletivas. Impérios como o Sacro Império Romano-Germânico também foram constituídos com base na eleição do imperador pelos votos dos reinos membros por meio da eleição imperial. O Império do Brasil declarou-se como tal após separar-se do Império Português em 1822. A França passou por duas transições de república para império, mantendo, em ambos os casos, um império ultramarino. Europeus começaram a aplicar o termo "império" a monarquias não europeias, como os Qing, os Mogóis e até mesmo a Confederação Maratha, o que levou a usos mais amplos e flexíveis do termo, aplicável a qualquer estrutura política que atendesse aos seus critérios de "imperium". Algumas monarquias assumiram o título de "império" (ou o equivalente, como czar, empereur, kaiser, xá etc.), proclamando maior extensão, poder e escopo do que os fatos militares, políticos e econômicos sustentavam.
Os impérios eram vistos como instrumentos de ampliação do poder e da administração, bem como garantidores de estabilidade, segurança e ordem jurídica para os seus súditos. Buscavam minimizar antagonismos étnicos e religiosos dentro de suas fronteiras. Alguns impérios impunham suas ideias, crenças e práticas culturais aos estados subjugados para reforçar a coesão imperial; outros preferiam políticas multiculturais e cosmopolitas. Anthony Pagden estima que a maioria dos primeiros impérios era multicultural e tentava incorporar diversos grupos a um todo cosmopolita mais amplo. As aristocracias que governavam os impérios eram frequentemente mais cosmopolitas e tolerantes do que seus sucessores nacionalistas. As culturas geradas pelos impérios podiam exercer efeitos duradouros, mesmo após o desaparecimento da estrutura imperial.
Na metade do século XX, a palavra "império" adquiriu uma conotação negativa, sendo vista como inerentemente imoral ou ilegítima. O modelo tradicional de império se desacreditou e desmoronou nas Guerras Mundiais. A situação era ainda mais crítica na língua alemã, em que "império" é traduzido como "Reich", imediatamente associado ao Terceiro Reich. Pela primeira vez na história, países que orgulhosamente se autodenominavam impérios desapareceram do mapa. O mundo pós-guerra passou a ser dominado por duas superpotências que proclamavam oposição ao imperialismo. O Ocidente se posicionava contra o Oriente imperialista, enquanto o Oriente e o Sul Global resistiam ao imperialismo ocidental. O "imperialismo" tornou-se um grito de guerra cosmopolita e multifacetado, unindo diversos povos na luta contra um inimigo comum. Com o ingresso massivo das ex-colônias nas Nações Unidas, o termo "império" perdeu toda legitimidade nesse fórum internacional. “Qualquer Estado que fosse tolo o suficiente para se autodenominar império se tornava automaticamente alvo de resoluções da ONU sobre a descolonização.” A maioria das histórias pós-guerra sobre os impérios passou a ser hostil, especialmente quando escritas sob influência do nacionalismo.

## História
Stephen Howe observa que, com exceção dos impérios romano, chinês e "talvez o estado egípcio antigo", os primeiros impérios raramente sobreviviam à morte de seu fundador e geralmente se limitavam à conquista e à coleta de tributos, tendo pouco impacto na vida cotidiana dos seus súditos.
Com exceção de Roma, os períodos de dissolução após a queda de impérios eram igualmente breves. Os estados sucessores raramente sobreviviam a seus fundadores e geralmente eram absorvidos por impérios maiores. Apenas nos escombros do Império Romano, segundo Robert G. Wesson, surgiu um sistema de Estados-nação plenamente desenvolvidos — processo que levou um milênio. "Parece quase impossível que uma comunidade de Estados livres ressurja onde um império universal uma vez estendeu sua autoridade e símbolos de poder." Walter Scheidel também considera a Europa uma exceção entre as civilizações que experimentaram unidade imperial, pois durante mil anos (entre Carlos Magno e Napoleão) nenhum poder conseguiu controlar mais de um quinto da população da região. Alguns impérios, como o Império Neobabilônico, o Reino Medo e a Lídia, foram simplesmente conquistados por impérios maiores. O padrão histórico não foi apenas um ciclo de ascensão e queda, mas sim de ascensão, queda e ascensão maior, em escala cada vez mais global. Raoul Naroll chamou esse processo de "pulsação expansiva", enquanto Ian Morris o definiu como "crescimento exponencial".
Peter Turchin, Walter Scheidel e Rein Taagepera demonstraram essa tendência milenar com gráficos matematicamente calculados. Turchin mostrou o maior império por área total entre 2800 a.C. e 1800 d.C. Scheidel mostrou a população do maior império e dos três maiores impérios como proporção da população mundial entre 700 a.C. e 2000 d.C. Taagepera apresentou o maior império em área e proporção da população mundial de 3000 a.C. a 2000 d.C. e também os cinco maiores impérios como proporção de terra e população mundiais no mesmo período. O vetor geral desses gráficos, segundo Max Ostrovsky, representa um fragmento da hipérbole Y = Arctg X, no ponto em que ela se acelera.
Os impérios podiam parecer limitados à conquista, como observou Howe, mas a conquista é, por si só, um fenômeno de grande escala. Muitos povos lutaram até a morte para evitá-la ou para se libertar. Conquistas imperiais e tentativas de conquista contribuíram significativamente para as guerras mais letais da história. O impacto imperial pode parecer "pequeno", mas apenas para aqueles súditos que sobreviveram à conquista e ao domínio. Não podemos perguntar aos habitantes de Cartago ou Massada, por exemplo, se o império teve pouco impacto em suas vidas. Raramente ouvimos as vozes dos povos subjugados, pois a história é, em geral, escrita pelos vencedores, ou seja, pelos grandes impérios. Fontes imperiais tendem a ignorar ou minimizar a resistência de estados dominados. Mas duas fontes primárias ricas da perspectiva dos dominados são os Livros proféticos hebraicos e os Oráculos Sibilinos. O ódio aos impérios dominantes expresso nessas fontes sugere um impacto maior do que o estimado por Howe. Um escritor clássico defensor do império, Orosius, explicitamente evitou considerar os pontos de vista das populações dominadas. E outro patriota romano clássico, Lucano, confessou que "as palavras não conseguem expressar o quanto somos odiados" pelos povos dominados. Mais vozes de povos dominados foram reveladas pelo historiador Timothy H. Parsons, em sua pesquisa sobre sete impérios sob a perspectiva dos súditos.

### Primeiros impérios
O império mais antigo conhecido surgiu no sul do Egito por volta de 3200 a.C. A região era dividida em três reinos, cada um centrado em uma cidade poderosa. Hierápolis conquistou as outras duas ao longo de dois séculos, formando posteriormente o país conhecido como Egito. O Império Acádio, fundado por Sargão de Acádia (século XXIV a.C.), foi um dos primeiros impérios pan-mesopotâmicos, expandindo-se até a Anatólia, o Levante e o antigo Irã. Conquistas semelhantes foram realizadas por Samsi-Adade I da Assíria e Hamurábi da Babilônia nos séculos XIX e XVIII a.C. No século XV a.C., o Novo Império Egípcio, governado por Tutemés III, tornou-se a principal força da África antiga ao incorporar a Núbia e as cidades-estado do Levante.
Durante o Período de Amarna (séculos XV–XIII a.C.), o Egito, o Império Médio Assírio, o Império Hitita, os Mitani e os Elamitas formaram o chamado clube das grandes potências. Egito e Hatti emergiram como impérios dominantes e se enfrentaram em 1274 a.C. na Batalha de Cades. O confronto não foi decisivo, e o sistema internacional de Amarna foi dissolvido durante o colapso da Idade do Bronze. Todos os seus impérios entraram em declínio. O primeiro a se recuperar foi o Império Neoassírio (916–612 a.C.). Em 673 a.C., a Assíria conquistou todo o Crescente Fértil, incluindo Chipre e o Egito.
O feito assírio, porém, foi breve. No século VI a.C., os medos, neobabilônios, citas e cimérios aliaram-se e destruíram o Império Assírio. A capital, Nínive, foi saqueada em 612 a.C. por forças combinadas. Nunca mais um império dominante seria centrado em um grande vale fluvial. A queda de Nínive marca o fim da Idade dos Rios e o início da Era Axial, quando o centro do poder se deslocou dos vales fluviais e os impérios tornaram-se significativamente maiores. O Império Medo tornou-se o maior de sua época, sendo o primeiro império hegemônico centrado fora dos vales. Durou cerca de sessenta anos até ser conquistado pelos persas.
A partir de 1500 a.C., surgiu na China o Império Shang, sucedido pelo império da Dinastia Zhou por volta de 1100 a.C. A queda dos Shang coincidiu com o colapso da Idade do Bronze. Tanto Shang quanto Zhou igualavam ou superavam, em território, os impérios do Oriente Próximo da época. O império Zhou dissolveu-se em 770 a.C. em um sistema feudal com múltiplos estados, que perdurou por mais de cinco séculos, até a conquista total dos Qin em 221 a.C.

### Período Clássico
A Idade Axial (meados do primeiro milênio a.C.) testemunhou uma expansão imperial sem precedentes nas regiões indo-mediterrânica e da China, considerada a mais "dramática" expansão da história pré-moderna. O conjunto de impérios paralelos e sucessivos formados nesse período causa uma impressão "desconcertante" nos especialistas em imperiometria. A partir de 600 a.C., a área do maior império do mundo jamais voltou a ser inferior a 2 milhões de km² — uma marca jamais atingida antes desse limiar. O auge da Idade Axial culminou com os impérios Romano, Cuchana e Han governando cerca de dois terços da população mundial — o grau mais extremo de concentração imperial já registrado.
O bem-sucedido e extenso Império Aquemênida (550–330 a.C.), também conhecido como o primeiro império persa, abrangeu Mesopotâmia, Egito, partes da Grécia, Trácia, o Oriente Médio, grande parte da Ásia Central e o noroeste da Índia. É frequentemente considerado o primeiro grande império da história, ou mesmo o primeiro "império mundial". Foi derrubado e sucedido pelo efêmero império de Alexandre, o Grande. Após sua morte, três impérios governados pelos Diádocos surgiram — os Selêucidas, Ptolemaicos e Antigônidas — frequentemente referidos como o "Império Helenístico" devido às semelhanças culturais e administrativas entre si.
Enquanto isso, no Mediterrâneo ocidental, os impérios de Cartago e Roma começaram a ascender. Após derrotar Cartago decisivamente em 202 a.C., Roma venceu a Macedônia em 200 a.C. e os selêucidas entre 190–189 a.C., consolidando um império pan-mediterrânico. O Império Selêucida se fragmentou, e sua porção oriental foi absorvida pelo Império Parta. Em 30 a.C., Roma anexou o Egito Ptolemaico.
Na Índia, durante a Idade Axial, emergiu o Império Máuria (322–185 a.C.), fundado por Chandragupta Máuria com o apoio do estrategista Chanáquia. A dinastia Máuria rapidamente se expandiu para o centro e oeste da Índia, aproveitando o vácuo de poder após a retirada de Alexandre. No reinado de Asoca, o Grande, o império unificou quase toda a península indiana — feito só repetido pelos impérios Gupta e Mogol. Nesse período, o Budismo se espalhou e tornou-se a religião dominante em muitas partes da Índia antiga.
Na China, o Estado de Qin encerrou o período dos Estados Combatentes, unificando os seis principais reinos rivais e fundando o Império Qin em 221 a.C. Seu soberano assumiu o título de Huangdi (皇帝), traduzido como "imperador". Esse império ficou famoso pela construção da Grande Muralha da China, pelo Exército de Terracota e pela padronização da moeda, pesos, medidas e escrita. Foi sucedido pela Dinastia Han, que expandiu o território para a Ásia Central e estabeleceu o comércio com o Ocidente via Rota da Seda. Durante o reinado do Imperador Wu de Han, os xiongnu foram pacificados. Por volta do século I, apenas quatro impérios se estendiam entre o Oceano Pacífico e o Oceano Atlântico: Han, Cuchana, Parta e Romano. A queda dos Han em 220 d.C. levou à fragmentação da China, reunificada pelo Império Jin (266–420). A subsequente instabilidade política perdurou até a unificação sob o Império Sui (581–618).
Os romanos foram os primeiros a formalizar e corporificar o conceito de "império", com dois mandatos fundamentais: fazer a guerra e executar as leis. Foram o império ocidental mais extenso até o período moderno, com impacto duradouro na sociedade europeia. Idiomas, valores culturais, instituições religiosas, divisões políticas, centros urbanos e sistemas jurídicos têm raízes na experiência romana. O império operava por meio da exploração: recursos e escravizados eram extraídos das periferias para sustentar o centro imperial. Essa dependência levou, eventualmente, ao colapso do Império Romano. Os romanos acreditavam em sua "missão civilizadora", justificada por autores como Cícero, segundo os quais apenas sob o domínio romano o mundo poderia prosperar.
Essa ideologia se espalhou pelo Mediterrâneo e além: construções, alimentação, vestimentas e entretenimentos passaram a imitar o estilo romano. Direitos de cidadania e autoridade eram, em alguns casos, concedidos a pessoas nascidas fora do território romano.
O termo latino imperium, derivado de imperare ("ordenar"), referia-se inicialmente à autoridade militar dos magistrados. À medida que Roma se expandia, passou a designar o controle sobre colônias e estados clientes. Generais vitoriosos recebiam o título de imperator, que mais tarde evoluiria para "imperador". Embora historiadores distingam os períodos de República e Império pela centralização do poder com Augusto, os romanos continuavam a se referir ao governo como res publica. A noção de imperium Romanum ("autoridade dos romanos") aparece já no século II a.C., mas os conceitos modernos de "império" e "imperador" só se consolidaram séculos depois, já após a queda de Roma no Ocidente.
A Igreja Católica Romana, fundada durante o período imperial, expandiu-se pela Europa, primeiro por meio da evangelização e depois pelo patrocínio imperial. O direito romano influenciou profundamente os sistemas jurídicos da França e de suas ex-colônias. Da mesma forma, os Estados Unidos se inspiraram na República Romana, com assembleias legislativas e um chefe do Executivo com poderes militares, o presidente, que incorpora o antigo título romano de imperator princeps. Desde 2002, o mundo está dividido em comandos militares dos EUA que, literalmente, refletem os imperia romanos.

### Período pós-Clássico
Durante a Antiguidade Clássica, diversos impérios floresceram nas regiões do Mediterrâneo, África, Oriente Médio e Ásia. Entre os mais influentes estavam os impérios da China Antiga, Índia Antiga, Grécia Antiga e Roma Antiga.
Na China, o Império Qin (221–206 a.C.) marcou o início da China imperial, unificando os vários reinos em guerra sob um governo centralizado e estabelecendo as bases administrativas e legais que seriam continuadas pelo Império Han (206 a.C.–220 d.C.). O Han expandiu-se consideravelmente, consolidando o que se tornaria uma longa tradição imperial chinesa. Ao mesmo tempo, o Império Romano surgiu no Ocidente como uma potência expansionista que conquistou grande parte da Europa, Norte da África e Oriente Médio, tornando-se um dos impérios mais duradouros e influentes da história.
Na Índia, o Império Máuria (c. 321–185 a.C.) e o Império Gupta (c. 320–550 d.C.) estabeleceram estruturas administrativas eficazes, promoveram o comércio e apoiaram o florescimento de religiões como o budismo e o hinduísmo. No Oriente Médio, o Império Aquemênida (550–330 a.C.), fundado por Ciro, o Grande, foi um dos maiores impérios do mundo antigo, distinguindo-se por sua administração eficiente, política de tolerância religiosa e um extenso sistema de estradas.
A ascensão de Alexandre, o Grande e a formação de seu vasto império (334–323 a.C.) resultaram na disseminação da cultura helenística por grande parte do mundo conhecido, do Mediterrâneo ao vale do Rio Indo. Após sua morte, seu império foi dividido entre seus generais, dando origem aos chamados reinos helenísticos, como o Império Selêucida e o Egito Ptolemaico.
Esses impérios clássicos não apenas conquistaram e dominaram vastos territórios, mas também desenvolveram modelos duradouros de governança, administração e cultura imperial que influenciariam estruturas políticas em séculos posteriores. Além disso, o contato entre impérios distintos promoveu o intercâmbio de ideias, mercadorias e tecnologias, exemplificado pela Rota da Seda que conectava o Oriente e o Ocidente.

## Estados imperiais
Os impérios antigos, confinados aos seus locais de origem, continentes Americano, Africano e Euro-asiático, como as antigas nações como Egito, a China, os impérios Asteca, Romano e Inca.
Já os impérios coloniais, erguidos a partir da era dos descobrimentos europeia que começou com uma corrida exploratória entre a mais avançada potência marítima do século XV, Portugal. O impulso inicial por trás desses impérios marítimos dispersos e aqueles que se seguiram foi o comércio, impulsionado por novas ideias e pelo capitalismo que cresceu a partir do Renascimento europeu. E nem todos se denominavam impérios.

### Impérios históricos

#### Império Britânico
O Império Britânico foi o maior império do mundo em termos de terras espalhadas. Era formado por áreas como domínios, colônias, protetorados e territórios sob o controle ou administração do Reino Unido. Começou com as colônias e postos comerciais que a Inglaterra estabeleceu no final do século XVI e início do século XVII . No seu auge, foi o império mais extenso da história e, por mais de um século, dominou como a principal potência global.
Em 1920 o Império Britânico dominava cerca de 458 milhões de pessoas, um quarto da população do mundo na época  e abrangeu mais de 35 500 000 km2 (13 700 000 sq mi), quase 24% da área total da Terra. Como resultado, seu legado político, cultural e linguístico é generalizado. No auge do seu poder, foi dito muitas vezes que "o sol nunca se põe no Império Britânico" devido à sua extensão ao redor do mundo garantir que o Sol sempre estivesse brilhando em pelo menos um de seus numerosos territórios.

#### Império Mongol

Maior extensão do Império Mongol

O Império Mongol dos séculos XIII e XIV foi o maior império de terras contíguas da história e o segundo maior império em área, perdendo apenas para o Império Britânico. Originário da Mongólia no Leste Asiático, o Império Mongol chegou a se estender da Europa Oriental e partes da Europa Central até o Mar do Japão, além de também para o norte, em partes do Ártico;  para o leste e para o sul no subcontinente indiano, no sudeste da Ásia continental e no planalto iraniano; e para o oeste até o Levante e as montanhas dos Cárpatos. O Império Mongol surgiu da unificação de várias tribos nômades na pátria mongol sob a liderança de Genghis Khan (c. 1162-1227) a quem um conselho proclamou como o governante de todos os mongóis em 1206. O império cresceu rapidamente sob seu domínio e de seus descendentes, que enviaram exércitos invasores em todas as direções. O vasto império transcontinental conectou o Oriente com o Ocidente, o Pacífico com o Mediterrâneo, em uma Pax Mongolica forçada, permitindo a disseminação e troca de comércio, tecnologias, mercadorias e ideologias em toda a Eurásia.

#### Império Russo

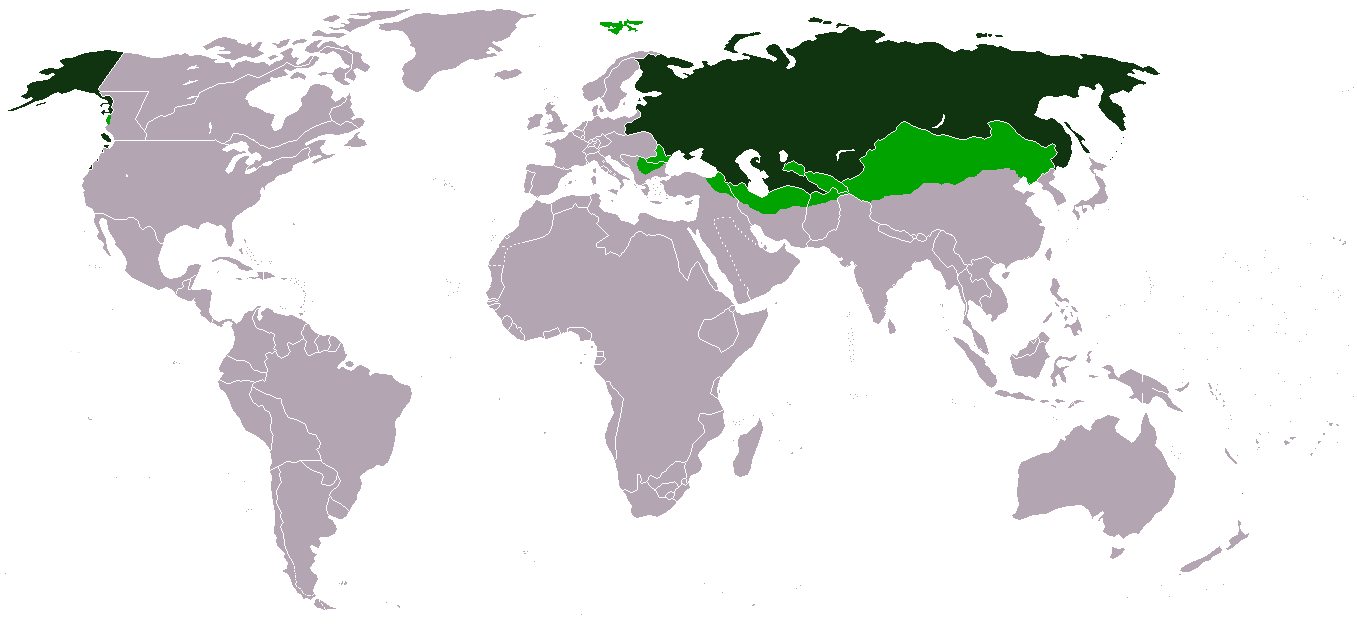
Império Russo em 1866

Império Russo (em russo: Росси́йская Импе́рия, grafado até 1918 como Pоссiйская Имперiя), também conhecido coloquialmente como Rússia Imperial ou Rússia Czarista, para diferenciá-la da Rússia Soviética e da Rússia moderna, foi um Estado que existiu desde 1721 até que foi derrubado pela Revolução de Fevereiro em 1917.   Um dos maiores impérios da história da humanidade, que se estendia por três continentes, o Império Russo foi superado em massa de terra apenas pelos impérios Britânico e Mongol. A ascensão do Império Russo aconteceu em associação ao declínio de potências vizinhas rivais: o Império Sueco, a Comunidade Polaco-Lituana, a Pérsia e o Império Otomano. Ele desempenhou um papel importante entre 1812 e 1814 ao derrotar as ambições de Napoleão de controlar a Europa e se expandiu para o oeste e sul.

#### Dinastia Qing

Território da Dinastia Qing

A Dinastia Qing, a última dinastia imperial da China, foi estabelecida pelos Manchus em 1636 e assumiu o controle total do país após a Batalha da Passagem de Shanhai em 1644. Durante seu governo, os Qing expandiram o território chinês para incluir Taiwan e a Ásia Interior, tornando-se o maior império da China e o quarto maior império global em termos de área territorial em 1790. A dinastia durou até 1912, quando foi derrubada pela Revolução Xinhai, sendo sucedida pela República da China. Em 1907, a China Qing era a nação mais populosa do mundo com cerca de 419 milhões de habitantes.

#### Império Espanhol
O Império Espanhol (em castelhano: Império Hispánico), conhecido como Monarquia Hispânica e Monarquia Católica, foi um dos maiores impérios da história. Do final do século XV até o início do XIX, a Espanha controlava um enorme território ultramarino no Novo Mundo e no arquipélago asiático das Filipinas, o que eles chamavam de "Las Índias". Inclui também territórios na Europa, África e Oceania. O Império Espanhol foi descrito como o primeiro império global da história, uma descrição também dada ao Império Português. Foi o império mais poderoso do mundo entre o século XVI e a primeira metade do XVII, atingindo sua extensão máxima no XVIII. Foi o primeiro a ser chamado de "o império no qual o Sol nunca se põe". Castela tornou-se o reino dominante na Península Ibérica por causa de sua jurisdição sobre o império ultramarino nas Américas e nas Filipinas. A estrutura do império foi estabelecida sob os Habsburgos espanhóis (1516-1700) e sob os monarcas Bourbon espanhóis, o império foi trazido sob maior controle e aumentou suas receitas das Índias. A autoridade da coroa nas Índias foi ampliada pela concessão papal de poderes de patronato, o que deu-lhe poder na esfera religiosa. Um elemento importante na formação do império espanhol foi a união dinástica entre Isabel I de Castela e Fernando II de Aragão, conhecidos como os Reis Católicos, que iniciaram a coesão política, religiosa e social, mas não a unificação política. Os reinos ibéricos mantiveram suas identidades políticas, com administração e configurações jurídicas particulares.

## Reminiscências contemporâneas
O último Estado que oficialmente levou esse nome foi o Império do Japão. O país alterou sua denominação depois da drástica alteração de sua política exterior desde o final da Segunda Guerra Mundial que lhe impedem implementar um expansionismo com rasgos imperialistas. Posteriormente, em 1976 o general centro-africano Jean-Bédel Bokassa se proclamou soberano do Império Centro-Africano que durou menos de três anos, até seu destronamento e a restauração da república.
Além dos monarcas britânicos, que usaram o título de imperadores da Índia desde 1877 até 1947, e o título do soberano etíope também era traduzido usualmente como imperador, até 1975. Após isso, apenas o chefe de Estado japonês continuou a ser chamando no Ocidente de imperador.

## Categoria de análise
No entanto, este último ponto é controverso, haja vista que algumas fontes, como por exemplo a Infopédia, definem que impérios independem da forma de governo. Um império normalmente também exerce um poder hegemônico sobre certa área estendida de influência. Por extensão, "império" pode ainda se referir ao período histórico onde um país tomou esta política ou bem a uma potência nacional que exerce uma forte influência política, econômica e cultural. O governante principal de um império é geralmente denominado Imperador.
Atualmente se entende como "império" não apenas um Estado que abarca várias nações étnicas, mas também todo Estado que influi sobre a soberania de outros Estados, seja aproveitando-se deles (como o antigo colonialismo europeu), seja formando-os segundo sua própria imagem. Assim, poderia-se interpretar os Estados Unidos e a extinta União Soviética como impérios, apesar de não conquistarem territórios politicamente.
No século XX o termo "imperialismo" adquiriu a conotação pejorativa que tem atualmente, em parte graças a Lênin, que em seu livro “O imperialismo: a fase superior do capitalismo”, dizia:
| “ | Nesta obra temos provado que a guerra de 1914-1918 tem sido, de ambos lados beligerantes, uma guerra imperialista (isto é, uma guerra de conquista, de bandidagem e de roubo), uma guerra pela repartição do mundo, pela partilha e a nova repartição das colônias, das "esferas de influência" do capital financeiro, etc. | ” |

A partir do ano 1912, quando o que fora o Império Chinês se converteu na República da China, e depois, em 1949, na atual República Popular da China devido à revolução comunista liderada por Mao Tsé-Tung, se inicia uma nova época onde a palavra império é substituída por palavras politicamente mais corretas como "segurança nacional" ou "posicionamento de bloqueio", surgem os imperialismos (palavra que, apesar de parecida, muito pouco tem que ver com o que representa a palavra império), que representam a soma de todas as agressões ao Direito Internacional, direito ironicamente criado por estas mesmas potencias imperialistas e condensado na criação da Organização das Nações Unidas (ONU).

## Linha do Tempo de Impérios
O gráfico abaixo apresenta uma linha do tempo de entidades políticas que foram denominadas impérios. Mudanças dinásticas são marcadas com uma linha branca.
- A linha do tempo do Império Romano inclui as porções Ocidental e Oriental.
- Os Impérios de Niceia e Trebizonda foram estados sucessores bizantinos.
- O Império do Egito na Idade do Bronze não está incluído no gráfico. Estabelecido por Narmer por volta de 3000 a.C., durou tanto quanto a China, até ser conquistado pela Pérsia Aquemênida em 525 a.C.
- O Japão é representado no período de seu império ultramarino (1895–1945). O império original japonês das "Oito Ilhas" seria o terceiro mais persistente, depois do Egito e da China.
- Vários impérios indianos estão incluídos, embora apenas Maurias, Guptas, Sultões de Déli, Mogóis, Império Chola e Maratas tenham governado por longos períodos na Índia.